# Bob & Carol & Ted & Alice
Bob & Carol & Ted & Alice is een film uit 1969, geregisseerd door Paul Mazursky, met onder anderen Robert Culp als Bob Sanders, Natalie Wood als Carol Sanders, Elliott Gould als Ted Henderson en Dyan Cannon als Alice Henderson. De film werd onder andere genomineerd voor 4 Oscars, twee BAFTA's en twee Golden Globes. 

## Verhaal
Documentaire-maker Bob Sanders en zijn vrouw Carol wonen een groepstherapie-sessie bij, waar betere emotionele openheid zwaar gestimuleerd wordt. Eenmaal thuis in Los Angeles zijn ze vastbesloten om begrippen als 'vrije liefde' en 'open huwelijk' in de praktijk toe te passen. Op een dag komt Bob thuis van zijn werk in San Francisco en bekent vrijwel direct aan Carol een affaire te hebben gehad. Hoewel enigszins verbaasd, blijkt Carol hier geen enkel probleem mee te hebben. Carol vertelt het dan ook aan hun beste vrienden, Ted en Alice, al 12 jaar getrouwd. Die nemen met zowel walging als bewondering kennis van de nieuw hervonden relatie van Bob en Carol. Met name Alice is erg kwaad. Net als ze ermee leert leven dat Bob en Carol bewust hebben gekozen voor dit huwelijk, gaat ook Carol een affaire aan. Hierover is Bob aanvankelijk erg onthutst en kwaad, maar leert er al snel mee om te gaan. De vier gaan op reis naar Las Vegas. Als de Hendersons daar te horen krijgen van Bob en Carol dat ook Carol een affaire heeft gehad, slaan bij Alice de stoppen een beetje door. Helemaal als Ted vervolgens ook bekent een affaire te hebben gehad tijdens een uitstapje in Miami. Alice besluit dat al deze vrijheden net zo goed kunnen leiden tot een partnerruil, aangezien iedereen toch gelooft dat seks slechts lichamelijk is en niks met echte liefde te maken heeft.

## Rolverdeling
| Acteur                   | Personage       |
| ------------------------ | --------------- |
| Natalie Wood             | Carol Sanders   |
| Robert Culp              | Bob Sanders     |
| Elliott Gould            | Ted Henderson   |
| Dyan Cannon              | Alice Henderson |
| Horst Ebersberg          | Horst           |
| Lee Bergere              | Emilio          |
| Donald F. Muhich         | Psychiater      |
| Noble Lee Holderread Jr. | Sean Sanders    |
| K. T. Stevens            | Phyllis         |
| Celeste Yarnall          | Susan           |
| Lynn Borden              |                 |
| Linda Burton             | Stewardess      |
| Greg Mullavey            |                 |
| Andre Philippe           | Oscar           |
| Garry Goodrow            | Bert            |
| Leif Garrett             | Jimmy Henderson |
| Susana Miranda           | passagier       |

## Televisieserie
In 1973 verscheen de gelijknamige televisieserie, gebaseerd op deze film. Ditmaal verschenen Robert Urich (Bob), Anne Archer (Carol), David Spielberg (Ted) en Anita Gillette (Alice) in de hoofdrollen. De serie werd echter geen groot succes en al na 12 afleveringen van een half uur geannuleerd. Opvallend detail is dat een jonge Jodie Foster in deze serie te zien was als Elizabeth, de dochter van Ted en Alice. Nog opvallender, omdat Ted en Alice in de film een zoon hadden, en geen dochter.